# Тулон
 Тази статия е за града във Франция.  За окръга вижте Тулон (окръг).  
Туло̀н (на френски: Toulon, на окситански: Tolon) е град в Югоизточна Франция, регион Прованс-Алпи-Лазурен бряг. Той е важно пристанище на Средиземно море с най-голямата френска военноморска база и най-големите корабостроителни заводи в Средиземноморието. Населението на града е около 169 000 души (2009), а на градската агломерация около 565 000 души (1999).

## Култура

### Музика
- Тулонска опера

### Музей
- Музей на френския флот
- Музей на стария Тулон и региона
- Музей на изкуството
- Музей на Азиатското изкуство

## Известни личности
Родени в Тулон
- Жилбер Беко (1927 – 2001), музикант
- Мирей Дарк (р. 1938), актриса
- Лусиу Коща (1902 – 1998), бразилски архитект
- Себастиан Скилачи (р. 1980), футболист
- Бруно Белон (р. 1962), футболист

Починали в Тулон
- Шарл Борд (1863 – 1909), музикант